# 弗拉斯塔·福尔托娃
弗拉斯塔·福尔托娃（捷克語：Vlasta Foltová，1913年3月14日—2001年5月2日），捷克女子体操运动员。她曾代表捷克斯洛伐克参加1936年夏季奥林匹克运动会体操比赛，获得女子团体全能银牌。